# Плата (фільм, 1930)
Плата (англ. Paid) — американський фільм-нуар режисера Сема Вуда 1930 року.

## Сюжет
Мері Тернер (зіграна Джоан Кроуфорд) піднімається по злочинній кар'єрі протягом трьох років. Одного дня вона і її колишні спільники планують аферу.
Вони починають пошуки справедливості проти чоловіків, які її туди посадили — окружного прокурора Демареста (Хейл Гамільтон) і Едварда Гільдера (Пернелл Пратт).
Вона разом з іншими колишніми ув'язненими (Марі Превост і Поллі Моран) змовляються зі злочинцем Джо Гарсоном (Роберт Армстронг), щоб спровокувати їх до судових позовів за порушення обіцянок в ефективній і все ще вражаючій вінтажній драмі MGM, коли полум'я ще горить.
Вуд з великим еланом постановляє стару історію, досвідчена акторська команда додає їй вагу, а чудова двадцятип'ятирічна Кроуфорд зіграє з палкістю своїх пізніших років.
«Paid» є рідкісним культовим твором і обов'язковим для всіх шанувальників Кроуфорд.
Сценарій Люсієна Габбарда і Чарльза Макартура базується на п'єсі 1912 року «У межах закону» Баярда Вейлера. Це четверта кінозйомка п'єси.

## Бюджет
Фільм коштував 385 000 доларів і заробив 920 000 доларів у США та Канаді та 311 000 доларів у інших країнах, що принесло прибуток у розмірі 415 000 доларів MGM.

## У ролях
- Джоан Кроуфорд — Мері Тернер
- Роберт Армстронг — Джо Гарсон
- Марі Прево — Агнес Лінч
- Дугласс Монтгомері — Боб
- Джон Мільян — інспектор Берк
- Пернелл Претт — Едвард Гілдер
- Гейл Гамільтон — окружний прокурор Демарест
- Роберт Емметт О'Коннор — Кессіді
- Тайрел Девіс — Едді Гріггс
- Вільям Бейкуелл — Карні
- Джордж Купер — Ред
- Гвен Лі — Берта